# میان‌والا کریا
میان‌والا کریا (به انگلیسی: Mianwala Kariya) یک منطقهٔ مسکونی در پاکستان است که در پنجاب واقع شده‌است. میان‌والا کریا ۱۱۰ متر بالاتر از سطح دریا واقع شده‌است.